# Jerky (Ucraina)
Jerky (in ucraino Єрки?) è un insediamento rurale ucraino (4 249 abitanti) nel distretto di Zvenyhorodka, nell'oblast' di Čerkasy. Ospita l'amministrazione della comunità territoriale di Jerky, una delle comunità territoriali dell'Ucraina.
Fino al 18 luglio 2020 Jerky apparteneva al distretto di Katerynopil'. Il distretto è stato abolito nel luglio 2020 come parte della riforma amministrativa dell'Ucraina, che ha ridotto a quattro il numero dei distretti dell'oblast' di Čerkasy. L'area del distretto di Katerynopil' è stata fusa nel distretto di Zvenyhorodka.
Fino al 26 gennaio 2024 Jerky era classificata come insediamento di tipo urbano. Da tale data è entrata in vigore una nuova legge che ha abolito questo status e Jerky è stata riclassificata come insediamento rurale.